# إمبابة
إمبابة منطقة في شمال محافظة الجيزة على الجانب الغربي من نهر النيل. وهو اسم منطقة عمرانية تشكل جزءا من حي إمبابة «حي شمال الجيزة سابقاً» وهو جزء من مدينة القاهرة الكبرى؛ وكذلك اسم مركز ريفي يتبع ذات المحافظة.

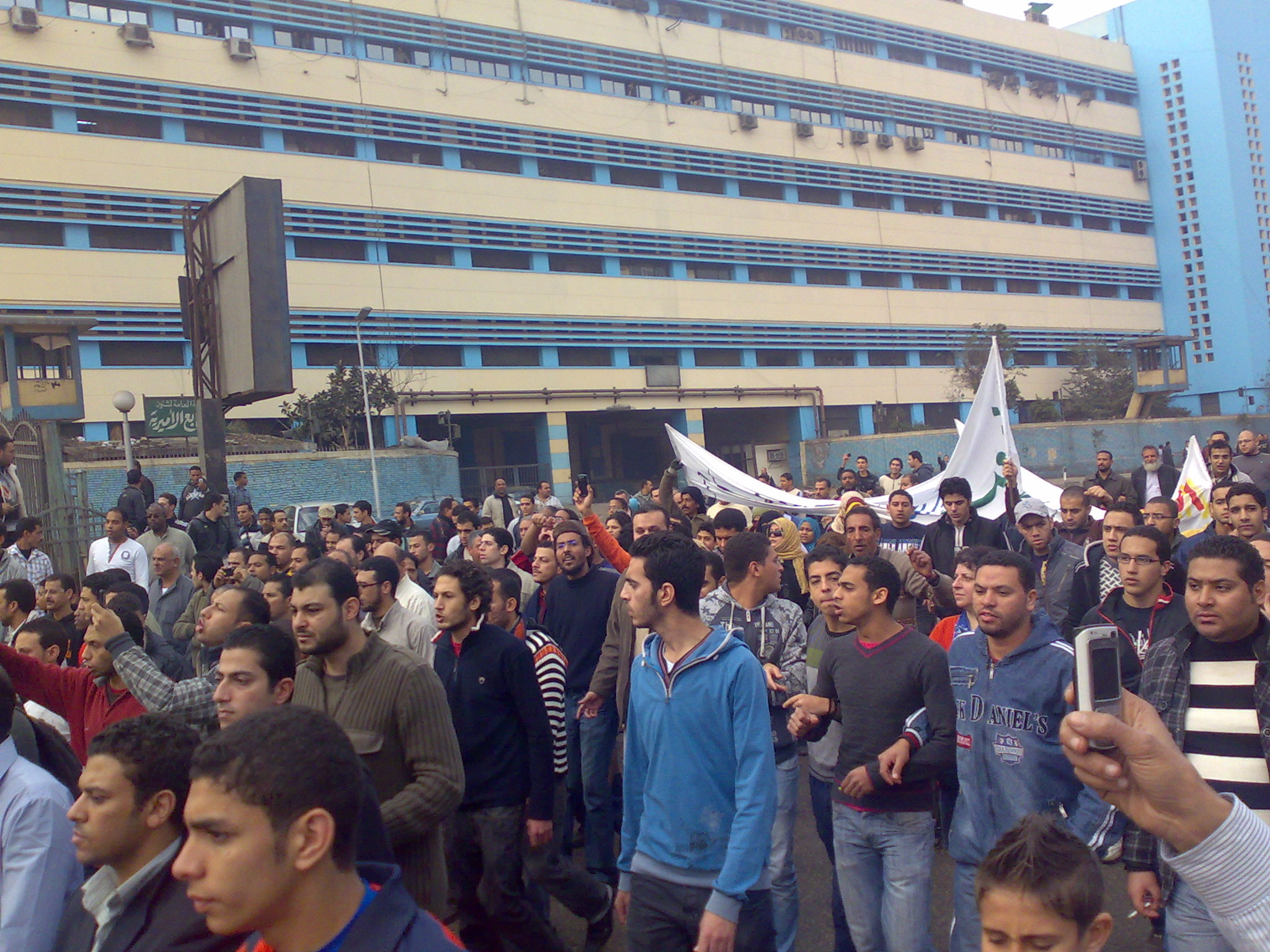
مسيرة ضمن ثورة 25 يناير تمر أمام هيئة المطابع الأميرية بإمبابة

## نبذة تاريخية
- قبل دخول أجزاء منها في الزمام الحضري لمدينة القاهرة الكبرى، ظلت المنطقة لقرون المحطة الأخيرة للجمال التي كانت تجلب من السودان والقرن الأفريقي عبر درب الأربعين لتباع في السوق الذي يعقد كل جمعة، والذي لا يزال باقيا حتى اليوم، وإن لم يعد بذات الأهمية التي كان عليها في الماضي.
- ورد في كتاب (جني الأزهار) الذي ذكر أيضا أنها كانت تقع بين شطي النيل ولذلك يسمى جزء منها حتى اليوم جزيرة إمبابة وفي سنة 715 هـ تم تقسيم إمبابة إلى ثلاث نواح هي: تاج الدولة ومنية كردك ومنية أبو علي التي تعرف اليوم باسم كفر الشوام، وفي عام 1274 هـ فصلت ناحية رابعة هي كفر الشيخ إسماعيل بن يوسف الإمبابي الذي يرجع نسبه إلى سعد بن عبادة سيد قبيلة الخزرج بالمدينة المنورة أيام هجرة الرسول صلى الله عليه وسلم إليها والذي يقام له سنويا مولد من أكبر وأشهر موالد الجمهورية ويعرف باسم مولد الإمبابي. وفي عام 1300 هـ فصل منها جزء خامس هي جزيرة إمبابة. وظلت إمبابة على حالها من ناحية التقسيم حتى عام 1940م حيث كان يحكمها عمدة يساعده في أعماله مشايخ في مناطقها المختلفة حتى صدر قرار وزير الداخلية في ذلك العام بإنشاء بندر شرطة إمبابة الذي نص على أن يقوم المركز باختصاصات إمبابة وشياختها التي هي تاج الدولة وكفر الشوام وميت كردك وكفر الشيخ إسماعيل والمنيرة و مدينة العمال و مدينة التحرير والمساكن الشعبية وعزبة الصعايدة ومطار إمبابة وجزء من مدينة الأوقاف وميت عقبة.[5]
- قامت بها معركة إمبابة (الأهرام) الشهيرة بين المماليك والحملة الفرنسية بقيادة نابليون بونابرت في 21 يوليو سنة 1798م.[6]
- كما أن الملك إدريس السنوسي بعد أن استقر في القاهرة عام 1939م بدأ في إعداد الجيوش لمساندة الحلفاء في الحرب، وأقيم معسكر للتدريب في إمبابة وذلك لاسترداد وطنه ليبيا من الإيطاليين.

## التسمية

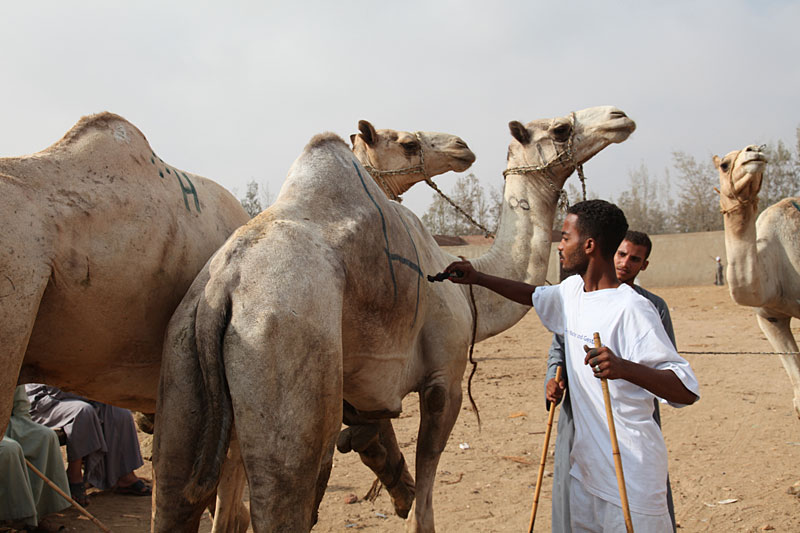
سوق الجمال في قرية برقاش

أصل الاسم نبابة، إلا أن كلمة «إمبابة» بالأمهرية تعني «نخلة الدوم» (Hyphaene Thebaïca)، ومن المرجّح أن يكون الاسم قد أطلقه تجار ورعاة جمال متحدثين بالأمهرية كوصف للمنطقة التي كانوا يلتقون فيها للتجارة.

## أهم المعالم
- شارع محمود الجميل
- كوبري امبابة
- الهيئة العامة للمطابع الاميرية إمبابة
- نفق إمبابة
- معهد هندسة وتكنولوجيا الطيران
- مطار إمبابة
- مصنع الكراسي سابقاً
- شارع محمود الجميل

## وصلات خارجية
- خريطة إمبابة بالقمر الصناعى على خراخط جوجل
- مقال عن إمبابة - صحيفة البيان الإماراتية